# 市警察部

市警察部（しけいさつぶ）は、道府県警察が警察法第52条に基づいて政令指定都市に設置する日本の警察機関。名称から、政令指定都市が独自に設置する警察機関と誤解されることがあるが、刑事・警備・交通といった部署同様、道府県警察本部配下の部門の一つである。ただし、その位置付けや役割は各警察本部によって大きく異なる。

## 根拠法
市警察部の根拠法である警察法第52条は以下の通り。
1. 指定市の区域内における道府県警察本部の事務を分掌させるため、当該指定市の区域に市警察部を置く。
2. 市警察部に、部長を置く。
3. 市警察部長は、市警察部の事務を統括し、及び道府県警察本部長の命を受け、市警察部の所属の警察職員を指揮監督する。

## 役割
市警察部は大都市における独特な警察事象について管轄する機関で、当該指定都市との連絡、調整が主な役割である。
しかし、政令指定都市の多くが道府県警察本部の置かれる道府県庁所在地であることから、同本部内に他の課と兼務で設置されていることが多い。例えば、特別遊撃隊を設置する前の福岡県の福岡市警察部は生活安全部が兼務で事務分掌を行い、実働部隊は持っていなかった（生活安全部が兼務していた理由は、安全安心まちづくりで福岡市市民局生活安全課との連絡窓口のためと思われる）。
一方、福岡県の福岡市警察部・北九州市警察部など、実働部隊を持つものも存在している。また、実働部隊配置以外にも埼玉県のさいたま市警察部のようにいくつかの警察署を統括する方面本部としての機能を持っている場合がある。
機動隊や高速道路交通警察隊などと違い、独立した庁舎は持たないケースが多い。

## 全国の市警察部一覧
| 市警察部         | 警察本部     | 市内の警察署 | 実働部隊   |
| ---------------- | ------------ | --- | ---------- |
| 札幌市警察部     | 北海道警察   | 中央、東、西、南、北、白石、豊平、厚別、手稲 |            |
| 仙台市警察部     | 宮城県警察   | 泉、仙台東、仙台北、仙台中央、仙台南、若林 |            |
| さいたま市警察部 | 埼玉県警察   | 浦和、浦和東、浦和西、大宮、大宮東、大宮西、岩槻 |            |
| 千葉市警察部     | 千葉県警察   | 千葉中央、千葉東、千葉西、千葉南、千葉北 |            |
| 横浜市警察部     | 神奈川県警察 | 青葉、旭、泉、伊勢佐木、磯子、加賀町、神奈川、金沢、港南、港北 栄、瀬谷、都筑、鶴見、戸塚、戸部、保土ケ谷、緑、南、山手、横浜水上                                                |            |
| 川崎市警察部     | 神奈川県警察 | 麻生、川崎、川崎臨港、幸、高津、多摩、中原、宮前 |            |
| 相模原市警察部   | 神奈川県警察 | 相模原、相模原南、相模原北、津久井 |            |
| 新潟市警察部     | 新潟県警察   | 新潟、新潟東、新潟中央、新潟西、江南、新潟北、秋葉、新潟南、西蒲 |            |
| 静岡市警察部     | 静岡県警察   | 清水、静岡中央、静岡南 |            |
| 浜松市警察部     | 静岡県警察   | 浜松中央、浜松東、浜北、細江、天竜 |            |
| 名古屋市警察部   | 愛知県警察   | 千種、東、北、西、中村、中、昭和、瑞穂、熱田、中川、 南、港、名古屋水上、緑、名東、天白、守山                                                                                    |            |
| 京都市警察部     | 京都府警察   | 川端、上京、東山、中京、下京、下鴨、伏見、山科、右京、 南、北、西京 |            |
| 大阪市警察部     | 大阪府警察   | 大淀、曽根崎、天満、都島、福島、此花、東、南、西、港、 大正、天王寺、浪速、西淀川、淀川、東淀川、東成、生野、旭、城東、 鶴見、阿倍野、住之江、住吉、東住吉、平野、西成、大阪水上 |            |
| 堺市警察部       | 大阪府警察   | 堺、北堺、西堺、南堺、中堺、黒山 |            |
| 神戸市警察部     | 兵庫県警察   | 東灘、灘、葺合、生田、兵庫、長田、須磨、垂水、神戸水上、神戸西、 神戸北、有馬 |            |
| 岡山市警察部     | 岡山県警察   | 岡山中央、岡山北、岡山西、岡山東、岡山南、赤磐 |            |
| 広島市警察部     | 広島県警察   | 安佐北、安佐南、広島中央、広島西、広島南、広島東、佐伯 |            |
| 北九州市警察部   | 福岡県警察   | 若松、戸畑、折尾、八幡東、八幡西、小倉北、小倉南、門司 | 機動警察隊 |
| 福岡市警察部     | 福岡県警察   | 中央、博多、南、東、早良、西、城南、博多臨港、福岡空港 | 特別遊撃隊 |
| 熊本市警察部     | 熊本県警察   | 熊本中央、熊本南、熊本東、熊本北合志 |            |